# 泗城镇 (泗县)
泗城镇，是中华人民共和国安徽省宿州市泗县下辖的一个行政建制镇。

## 行政区划
泗城镇下辖以下地区：
三湾社区、大周社区、彭铺社区、关庙村、胡陈村和赵庄村。